# Bajo
Bajo byla československá žvýkačka vyráběná ve Velimi. Žvýkačka s ovocnou příchutí o hmotnosti 6,5 g měla tvar kvádru bílé barvy se dvěma prohlubněmi. Ke žvýkačkám byly přibalovány obrázky, díky čemuž mohla být cena žvýkačky 2,50 Kčs (žvýkačka Pedro v té době stála 1 Kčs). Obrázky byly očíslovány od 1 do 50 a kdo získal všech 50 obrázků, mohl se zúčastnit soutěže. Obrázků byly uvedeny dvě sady. První sada obsahovala obrázky afrických zvířat, druhá sada obsahovala obrázky postav večerníčků .